# Ghiacciaio Gorichane
Il ghiacciaio Gorichane è un ghiacciaio lungo 4,5 km e largo 1,7, situato sull'isola Brabant, una delle isole dell'arcipelago Palmer, al largo della costa nord-occidentale della Terra di Graham, in Antartide. In particolare, il ghiacciaio, che si trova a est-sudest del ghiacciaio Palilula e a nord del ghiacciaio Djerassi, fluisce verso sud-ovest lungo il versante centro-occidentale dei monti Stribog, fino a entrare nella baia di Lanusse, poco a est di punta Baykal.

## Storia
Il ghiacciaio Gorichane è stato così battezzato dalla Commissione bulgara per i toponimi antartici in onore del villaggio di Gorichane, nella Bulgaria nord-orientale.